# Paracycling-Straßeneuropameisterschaften 2022
Die Paracycling-Straßeneuropameisterschaften 2022 (2022 UEC Para-Cycling Road European Championships) fanden vom 25. bis 29. Mai 2022 in den österreichischen Orten Gallspach. Schwanenstadt, Lochen am See, Gaspoltshofen und Peuerbach statt. Es waren die zweiten europäischen Titelwettbewerbe im Paracycling auf der Straße.
Rund 140 Sportlerinnen und Sportler aus 17 Ländern kämpften um EM-Titel in geplanten 14 Rennklassen, jeweils im Einzelzeitfahren und im Straßenrennen sowie in einer Mixed-Staffel.

## Resultate

### Zeitfahren Klasse B
| Frauen – WB (22,39 km) |                                   |              |            |
| #                      | Fahrerin/Pilotin                  | Nationalität | Zeit (min) |
|                        | Katie-George Dunlevy/ Linda Kelly | IRL          | 32:09,46   |
|                        | Sophie Unwin/ Jenny Holl          | GBR          | + 0:32,47  |
|                        | Griet Hoet/ Anneleen Monsieur     | BEL          | + 2:47,15  |

| Männer – MB (22,39 km) |                                             |              |            |
| #                      | Fahrer/Pilot                                | Nationalität | Zeit (min) |
|                        | Tristan Bangma/ Patrick Bos                 | NED          | 27:25,35   |
|                        | Christian Venge Balboa/ Noel Martin Infante | ESP          | + 1:34,04  |
|                        | Piotr Kołodziejczyk/ Marcin Białobłocki     | POL          | + 1:55,67  |

### Straßenrennen Klasse B
| Frauen – WB (43,4 km) |                                   |              |          |
| #                     | Fahrerin/Pilotin                  | Nationalität | Zeit (h) |
|                       | Sophie Unwin/ Jenny Holl          | GBR          | 1:16:28  |
|                       | Katie-George Dunlevy/ Linda Kelly | IRL          | + +0:24  |
|                       | Justyna Kiryła/ Aleksandrą Tecław | POL          | + 1:16   |

| Männer – MB (62,0 km) |                                             |              |          |
| #                     | Fahrer/Pilot                                | Nationalität | Zeit (h) |
|                       | Tristan Bangma/ Patrick Bos                 | NLD          | 1:31:15  |
|                       | Milan Thomas/ Jonas Goeman                  | BEL          | + 0:31   |
|                       | Christian Venge Balboa/ Noel Martin Infante | ESP          | + 5:32   |

### Zeitfahren Klasse C
| #                       | Fahrerin             | Nationalität | Zeit (h)  |
| ----------------------- | -------------------- | ------------ | --------- |
| Frauen – WC2 (12,45 km) |                      |              |           |
|                         | Maike Hausberger     | GER          | 20:43,25  |
|                         | Flurina Rigling      | GER          | + 0:09,44 |
|                         | Yvonne Marzinke      | AUT          | + 2:29,43 |
| Frauen – WC3 (12,45 km) |                      |              |           |
|                         | Anna Beck            | SWE          | 19:28,39  |
|                         | Elise Marc           | FRA          | + 1:09,63 |
|                         | Daphne Schrager      | GBR          | + 1:27,13 |
| Frauen – WC4 (12,45 km) |                      |              |           |
|                         | Katell Alençon       | FRA          | 21:36,91  |
| Frauen – WC5 (12,45 km) |                      |              |           |
|                         | Crystal Lane-Wright  | GBR          | 18:28,49  |
|                         | Kerstin Brachtendorf | GER          | + 0:38,63 |
|                         | Eleonora Mele        | ITA          | + 1:07,97 |

| #              | Fahrer                  | Nationalität | Zeit (min) |
| -------------- | ----------------------- | ------------ | ---------- |
| MC1 (12,45 km) |                         |              |            |
|                | Michael Teuber          | GER          | 18:50,77   |
|                | Ricardo Ten Argilés     | ESP          | + 0:03,77  |
|                | Pierre Senska           | GER          | + 0:51,21  |
| MC2 (12,45 km) |                         |              |            |
|                | Alexandre Léauté        | FRA          | 17:24,94   |
|                | Maurice Far Eckhard Tió | FRA          | + 0:47,50  |
|                | Matthew Robertson       | GBR          | + 0:58,16  |
| MC3 (12,45 km) |                         |              |            |
|                | Florian Bouziani        | FRA          | 31:17,70   |
|                | Finlay Graham           | GBR          | + 0:50,08  |
|                | Stijn Boersma           | NED          | + 1:44,34  |
| MC4 (12,45 km) |                         |              |            |
|                | Ronan Grimes            | IRL          | 31:34,14   |
|                | Louis Clincke           | BEL          | + 0:16,79  |
|                | Mickael Carlier         | FRA          | + 0:45,35  |
| MC5 (12,45 km) |                         |              |            |
|                | Kévin Le Cunff          | FRA          | 28:26,31   |
|                | Dorian Foulon           | FRA          | + 0:32,67  |
|                | Daniel Abraham Gebru    | NED          | + 0:48,20  |

### Straßenrennen Klasse C
| #                      | Fahrerin             | Nationalität | Zeit (h) |
| ---------------------- | -------------------- | ------------ | -------- |
| Frauen – WC2 (43,4 km) |                      |              |          |
|                        | Flurina Rigling      | SUI          | 1:27:05  |
|                        | Maike Hausberger     | GER          | + 0:35   |
|                        | Yvonne Marzinke      | AUT          | + 5:25   |
| Frauen – WC3 (43,4 km) |                      |              |          |
|                        | Anna Beck            | SWE          | 1:25:01  |
|                        | Daphne Schrager      | GBR          | + 0:35   |
|                        | Elise Marc           | FRA          | + 5:25   |
| Frauen – WC4 (43,4 km) |                      |              |          |
|                        | Katell Alençon       | FRA          | 1:24:41  |
| Frauen – WC5 (43,4 km) |                      |              |          |
|                        | Crystal Lane-Wright  | GBR          | 1:22:01  |
|                        | Kerstin Brachtendorf | GER          | + 0:00   |
|                        | Eleonora Mele        | ITA          | + 0:13   |

| #                      | Fahrer                  | Nationalität | Zeit (h)  |
| ---------------------- | ----------------------- | ------------ | --------- |
| Männer – MC1 (43,4 km) |                         |              |           |
|                        | Ricardo Ten Argilés     | ESP          | 1:13:46   |
|                        | Pierre Senska           | GER          | + 4:49    |
|                        | Michael Teuber          | GER          | + 4:56    |
| Männer – MC2 (43,4 km) |                         |              |           |
|                        | Alexandra Leaute        | FRA          | 1:13:32   |
|                        | Matthew Robertson       | GBR          | + 1:34    |
|                        | Maurice Far Eckhard Tió | ESP          | + 3:15    |
| Männer – MC3 (49,6 km) |                         |              |           |
|                        | Finlay Graham           | IRL          | 1:20:22   |
|                        | Steffen Warias          | GER          | + 0:14    |
|                        | Stijn Boersma           | NED          | + 4:28    |
| Männer – MC4 (49,6 km) |                         |              |           |
|                        | Thomas Peyroton Dartet  | FRA          | 1:17:30   |
|                        | Patrik Kuril            | SLO          | + 0:00    |
|                        | Oscar Higuera Rodriguez | ESP          | + 7:20    |
| Männer – MC5 (49,6 km) |                         |              |           |
|                        | Kévin Le Cunff          | FRA          | 1:15:21   |
|                        | Dorian Foulon           | FRA          | + 1:15:21 |
|                        | Daniel Abraham Grebru   | NED          | + 1:13    |

### Zeitfahren Klasse T
| #                      | Fahrerin              | Nationalität | Zeit (min) |
| ---------------------- | --------------------- | ------------ | ---------- |
| Frauen – T1 (12,45 km) |                       |              |            |
|                        | Marieke van Soest     | NED          | 27:18,05   |
|                        | Pavlína Vejvodová     | CZE          | + +4:51,59 |
| Frauen – T2 (12,45 km) |                       |              |            |
|                        | Celine van Till       | NED          | 25:54,59   |
|                        | Jana Majunke          | GER          | + 0:41,65  |
|                        | Angelika Dreock-Käser | GER          | + 0:47,59  |

| #                      | Fahrer                | Nationalität | Zeit (min) |
| ---------------------- | --------------------- | ------------ | ---------- |
| Männer – T1 (12,45 km) |                       |              |            |
|                        | Giorgio Farroni       | ITA          | 24:31,17   |
|                        | Gonzalo Garcia Abella | ESP          | + 0:43,11  |
|                        | David Geslot          | FRA          | + 0:52,52  |
| Männer – T2 (12,45 km) |                       |              |            |
|                        | Maximilian Jäger      | GER          | 23:07,75   |
|                        | Tim Celen             | BEL          | + 0:40,78  |
|                        | Hans-Peter Durst      | GER          | + 0:59,90  |

### Straßenrennen Klasse T
| #                      | Fahrerin          | Nationalität | Zeit (min) |
| ---------------------- | ----------------- | ------------ | ---------- |
| Frauen – WT1 (22,0 km) |                   |              |            |
|                        | Marieke van Soest | NED          | 48:59      |
|                        | Pavlína Vejvodová | CZE          | + 1 Runde  |
| Frauen – WT2 (22,0 km) |                   |              |            |
|                        | Celine van Till   | NED          | 48:19      |
|                        | Jana Majunke      | GER          | + 0:00     |
|                        | Emma Lund         | DEN          | + 2:09     |

| #                      | Fahrer                | Nationalität | Zeit (min) |
| ---------------------- | --------------------- | ------------ | ---------- |
| Männer – MT1 (22,0 km) |                       |              |            |
|                        | Giorgio Farroni       | ITA          | 46:27      |
|                        | Gonzalo Garcia Abella | ESP          | + 2:44     |
|                        | Roman Šejna           | ROM          | + 4:01     |
| Männer – MT2 (22,0 km) |                       |              |            |
|                        | Tim Celen             | NED          | 42:48      |
|                        | Maximilian Jäger      | GER          | + 0:04     |
|                        | Benno Schmidt         | GER          | + 0:56     |

### Zeitfahren Klasse H
| #                      | Fahrerin             | Nationalität | Zeit (min) |
| ---------------------- | -------------------- | ------------ | ---------- |
| Frauen – WH1 (18,3 km) |                      |              |            |
|                        | Simona Canapari      | ITA          | 1:07:18,59 |
| Frauen – WH2 (18,3 km) |                      |              |            |
|                        | Roberta Amadeo       | ITA          | 44:05,83   |
| Frauen – WH3 (18,3 km) |                      |              |            |
|                        | Annika Zeyen         | GER          | 32:51,60   |
|                        | Francesca Porcellato | ITA          | + 0:28,67  |
|                        | Anna Oroszova        | POL          | + 1:16,08  |
| Frauen – WH4 (18,3 km) |                      |              |            |
|                        | Jenette Jansen       | NED          | 31:42,52   |
|                        | Sandra Stöckli       | SUI          | + 1:49,45  |
|                        | Cornelia Wibmer      | AUT          | + 2:28,89  |
| Frauen – WH5 (18,3 km) |                      |              |            |
|                        | Chantal Haenen       | SUI          | 31:38,05   |
|                        | Ana Maria Vitelaru   | ITA          | + 1:32,29  |
|                        | Katia Aere           | ITA          | + 3:39,53  |

| #                       | Fahrer                               | Nationalität | Zeit (min) |
| ----------------------- | ------------------------------------ | ------------ | ---------- |
| Männer – MH1 (18,3 km)  |                                      |              |            |
|                         | Fabrizio Cornegliani                 | ITA          | 40:30,49   |
|                         | Maxime Hordies                       | BEL          | + 0:50,20  |
|                         | Patrik Jahoda                        | CZE          | + 4:07,74  |
| Männer – MH2 (18,3 km)  |                                      |              |            |
|                         | Florian Jouanny                      | FRA          | 30:32,40   |
|                         | Sergio Garrote Muñoz                 | AUT          | + 0:39,33  |
|                         | Christophe Marchal                   | FRA          | + 8:26,49  |
| Männer – MH3 (27,45 km) |                                      |              |            |
|                         | Martino Pini                         | ITA          | 43:33,17   |
|                         | Luis Miguel García-Marquina Cascalla | ESP          | + 0:05,41  |
|                         | Federico Mestroni                    | ITA          | + 0:57,45  |
| Männer – MH4 (27,45 km) |                                      |              |            |
|                         | Thomas Frühwirth                     | AUT          | 40:10,48   |
|                         | Mathieu Bosredon                     | FRA          | + 0:31,74  |
|                         | Alexander Gritsch                    | AUT          | + 0:36,19  |
| Männer – MH5 (27,45 km) |                                      |              |            |
|                         | Mitch Valize                         | NED          | 39:11,51   |
|                         | Loïc Vergnaud                        | FRA          | + 1:00,12  |
|                         | Tim de Vries                         | NED          | + 3:46,55  |

### Straßenrennen Klasse H
| #                      | Fahrerin             | Nationalität | Zeit (h) |
| ---------------------- | -------------------- | ------------ | -------- |
| Frauen – WH1 (13,2 km) |                      |              |          |
|                        | Simona Canipari      | ITA          | 1:03:13  |
| Frauen – WH2 (17,6 km) |                      |              |          |
|                        | Roberta Amadeo       | ITA          | 51:04    |
| Frauen – WH3 (22,0 km) |                      |              |          |
|                        | Annika Zeyen         | GER          | 45:49    |
|                        | Francesca Porcellato | ITA          | + 1:35   |
|                        | Anna Oroszova        | SLO          | + 4:39   |
| Frauen – WH4 (22,0 km) |                      |              |          |
|                        | Jennette Jansen      | NED          | 44:52    |
|                        | Suzanna Tangen       | NOR          | + 3:01   |
|                        | Sandra Stöckli       | SUI          | + 3:06   |
| Frauen – WH5 (22,0 km) |                      |              |          |
|                        | Chantal Haenen       | NED          | 43:37    |
|                        | Ana Maria Vitelaru   | ITA          | + 0:07   |
|                        | Katia Aere           | ITA          | + 2:26   |

| #                      | Fahrer                               | Nationalität | Zeit (h)  |
| ---------------------- | ------------------------------------ | ------------ | --------- |
| Männer – MH1 (17,6 km) |                                      |              |           |
|                        | Maxime Hordies                       | BEL          | 49:41     |
|                        | Fabrizio Cornegliani                 | ITA          | + 0:14    |
|                        | Benjamin Früh                        | SUI          | + 1 Runde |
| Männer – MH2 (22,0 km) |                                      |              |           |
|                        | Sergio Garrote Muñoz                 | ESP          | 43:01     |
|                        | Florian Jouanny                      | FRA          | + 0:23    |
|                        | Manuel Scheichl                      | GER          | + 1 Runde |
| Männer – MH3 (44,0 km) |                                      |              |           |
|                        | Martino Pini                         | ITA          | 1:19:29   |
|                        | Luis Miguel García-Marquina Cascalla | ESP          | + 0:46    |
|                        | Mirko Testa                          | ITA          | + 2:04    |
| Männer – MH4 (44,0 km) |                                      |              |           |
|                        | Joseph Fritsch                       | FRA          | 1:10:49   |
|                        | Thomas Frühwirth                     | AUT          | + 0:06    |
|                        | Mathieu Bosredon                     | SUI          | + 0:13    |
| Männer – MH5 (44,0 km) |                                      |              |           |
|                        | Mitch Valize                         | NED          | 1:12:41   |
|                        | Loïc Vergnaud                        | FRA          | + 0:00    |
|                        | Krzysztof Plewa                      | POR          | + 0:25    |

### Handbiker-Staffel (18,72 km)
| Platz | Sportler                                               | Land | Zeit (min) |
| ----- | ------------------------------------------------------ | ---- | ---------- |
|       | Ludovic Narce Florian Jouanny Loiv Vergnaud            | FRA  | 42:17      |
|       | Francesca Porcellato Federico Mestroni Diego Colombari | ITA  | 44:18      |
|       | Vico Merklein Johannes Herter Annika Zeyen             | GER  | 45:55      |

## Medaillenspiegel
| Platz | Land           | Gold | Silber | Bronze | Gesamt |
| ----- | -------------- | ---- | ------ | ------ | ------ |
| 1     | Frankreich     | 10   | 7      | 5      | 22     |
| 2     | Niederlande    | 10   | 0      | 5      | 15     |
| 3     | Italien        | 9    | 5      | 6      | 20     |
| 4     | Deutschland    | 5    | 8      | 6      | 19     |
| 5     | Großbritannien | 4    | 4      | 2      | 10     |
| 6     | Schweiz        | 3    | 2      | 2      | 7      |
| 7     | Spanien        | 2    | 8      | 3      | 13     |
| 8     | Belgien        | 2    | 4      | 1      | 7      |
| 9     | Irland         | 2    | 1      | 0      | 3      |
| 10    | Schweden       | 2    | 0      | 0      | 2      |
| 11    | Österreich     | 1    | 1      | 4      | 6      |
| 12    | Tschechien     | 0    | 2      | 2      | 4      |
| 13    | Slowenien      | 0    | 1      | 2      | 3      |
| 14    | Norwegen       | 0    | 1      | 0      | 1      |
| 15    | Polen          | 0    | 0      | 3      | 3      |
| 16    | Dänemark       | 0    | 0      | 1      | 1      |
| Total | Total          | 50   | 44     | 42     | 136    |